# Huile de tall
L'huile de tall, aussi appelée tallöl, est un liquide visqueux jaune-noir et odorant obtenu en tant que sous-produit du procédé kraft lorsque le bois employé se compose essentiellement de conifères,. Le nom provient du suédois tallolja (huile de pin).
- Résine liquide obtenue comme sous-produit dans la fabrication des pâtes chimiques à partir du bois de pin[4].
- Extrait de résine de pin scandinave utilisé comme agent saponifiant ou émulsifiant dans la préparation d'émulsions bitumineuses et dans la fabrication de certaines boues de forage[4].

Le tallöl est utilisé pour le collage des papiers et cartons. On l'utilise dans la préparation de certains vernis, alkydes, etc., la fabrication de savons, lubrifiants, produits de flottation et peinture. C'est également une matière première pour la fabrication de biocarburants.